# Embalse de San Pedro (Galicia)
El embalse de San Pedro se encuentra situado entre las provincias de Lugo y Orense, en la comunidad autónoma de Galicia, España. Se encuentra en el curso bajo del río Sil y pertenece a la cuenca hidrográfica del Miño.
Es propiedad de Iberdrola y constituye el mayor complejo hidroeléctrico de Galicia. La presa se encuentra a 1,5 km de la desembocadura del río Sil en el río Miño, entre los municipios de Nogueira de Ramuín y Pantón. Funciona como contraembalse del embalse de San Esteban, situado aguas arriba.

## Historia
En 1959 finalizaron las obras de la Central Hidroeléctrica de San Pedro. En 2017 culminó la ampliación de la central con la puesta en marcha de la nueva central de San Pedro II, ampliando la potencia total hasta los 55,25 MW.